# هبة أبو ندى
هبة كمال صالح أبو ندى (24 يونيو 1991 - 20 أكتوبر 2023)، كاتبة وشاعرة وقاصَّة فلسطينية من قرية بيت جرجا المُهجَّرة، عاشت في قطاع غزة. أخلصَتْ كتابتَها لتكون ناطقة باسم القضية الفلسطينية وآلامها.
استُشهدت في أحداث عملية طوفان الأقصى.

## سيرتها
وُلدت هبة أبو ندى في مكة المكرمة في المملكة العربية السعودية عام 1991م. حصلت على شهادة البكالوريوس في مجال الكيمياء الحيوية، والماجستير في التغذية العلاجية من جامعة الأزهر في غزَّة، وعلى دبلوم في التأهيل التربوي من الجامعة الإسلامية في غزَّة. عملت قائدًا في مركز رُسُل بقسم الأطفال الأذكياء والمبدعين في مجال العلوم.
أبدعت في كتابة القصة والشعر، وحصلت على المركز الثاني في فئة الرواية في الدورة العشرين لمسابقة الشارقة للإبداع العربي، التي تنظمها دائرة الثقافة والإعلام في حكومة الشارقة سنويًّا عن روايتها «الأكسجين ليس للموتى» التي عبَّرت فيها عن صورة الإنسان العربي في زمن الثورات العربية، وتحرَّرت فيها من المكان لتكون كلُّ الثورات العربية بجَمرةِ ثورةٍ واحدة، وكلُّ الهتافات بهتافٍ واحد: "الشعب يريد"، وكلُّ الشعوب في إرادتها شعبٌ بقلبٍ واحد.

## إسهامها في ويكيبيديا
تطوَّعت هبة أبو ندى في الموسوعة الحرَّة (ويكيبيديا) عام 2021 في برنامج التعليم الذي عُقد من بُعد، وحمل اسم ويكي رايتس، وكانت أبو ندى مدققةً لغوية للمقالات قبل نشرها من قِبَل المتدرِّبين.[استشهاد دائري]

## وفاتها
استُشهِدَت هبة يوم الجمعة 5 ربيع الآخر 1445هـ الموافق 20 أكتوبر (تشرين الأول) 2023م في أحداث عملية طوفان الأقصى.
ونعَتها وزارة الثقافة الفلسطينية في بيانٍ جاء فيه: «الكاتبة والشاعرة هبة كمال أبو ندى تقضي نحبها شهيدة نتيجة العدوان المستمر على شعبنا في غزة».